# Mks vir
mks_vir (wcześniej MkS_Vir) – polski program antywirusowy, stworzony w 1987 przez Marka Sella.
Program powstał pierwotnie na własne potrzeby autora, gdyż dostępne wtedy programy tego typu nie spełniały jego oczekiwań.
Pierwsze wersje programu przeznaczone dla systemu DOS dystrybuowane były na dyskietkach przez firmę Apexim (w której pracował autor programu), a aktualizacje wydawane w cyklu miesięcznym i dostarczane pocztą. Początkowo dostarczane użytkownikowi oprogramowanie było spersonalizowane – zawierało na głównym ekranie numer seryjny oraz dane właściciela licencji. Pomimo to często program użytkowany był bez licencji, a o jego popularności świadczy fakt powstawania koni trojańskich podszywających się pod nowe (niewydane jeszcze) aktualizacje programu. W późniejszym okresie wraz z wersją płatną autor udostępniał wersję demonstracyjną programu z możliwością bezpłatnego korzystania z niej przez tydzień. W celach edukacyjnych program zawierał opisy działania niektórych wirusów (w tym demonstracje ich graficznych i dźwiękowych efektów), a od wersji 3.99 leksykon spotykanych w Polsce wirusów. Program został w 1996 laureatem III edycji konkursu „Teraz Polska”.
W 1996 producentem programu została spółka MKS, utworzona przez Marka Sella. Powstała strona internetowa programu oraz BBS. Spółka kontynuowała rozwój programu po śmierci jego autora w 2004. Powstały wersje dla systemu Microsoft Windows oraz Unix. Firma udostępniła także skaner on-line na swojej stronie www, oparty na technologii ActiveX.
Po ogłoszeniu upadłości MKS syndyk sprzedał w roku 2011 prawa do znaku mks_vir firmie ArcaBit Sp. z o.o., utworzonej kilka lat wcześniej przez byłych pracowników MKS, która reaktywowała produkt mks_vir w postaci darmowej aplikacji antywirusowej.
Oficjalnie ArcaBit wycofała się z dystrybucji i wsparcia programu w dniu 1 marca 2014.
Od maja 2018 roku mks_vir jest ponownie dostępny wraz z nowym logotypem, nową szatą graficzną i nową stroną www.
Niektóre wersje programu:
- 3.12 (styczeń 1991 – pierwsza wersja opisana w historii programu)
- 4.00 (kwiecień 1993)
- 5.00 (lipiec 1994)
- 6.00 (wrzesień 1998)
- 2002
- 2003[13]
- 2004
- 2005 (ostatnia wersja dla systemu DOS[14])
- 2006 (ostatnia wersja dla Windows 98/Me)[15]
- 2k7 (pierwsza wersja dla systemów 64-bit)
- 9 (ostatnia wersja wyprodukowana przez MKS)
- 10 (zapowiadana wielojęzyczna wersja programu – nie ukazała się)[16]
- 12 (wersja oparta na silniku ArcaBit)
- 13.11 (ostatnia wersja wyprodukowana przez ArcaBit)
- 2013 Internet Security (ostatnia pozapowiadana w lutym 2013 wersja programu – nie ukazała się)[17]
- 2018 (nowa wersja pakietu mks_vir w wersji Internet Security i Endpoint Security).

Program można pobrać na stronie internetowej mks-vir.